# Hygroaster nodulisporus
Hygroaster nodulisporus är en svampart som först beskrevs av Dennis, och fick sitt nu gällande namn av Rolf Singer 1955. Hygroaster nodulisporus ingår i släktet Hygroaster och familjen Tricholomataceae.   Inga underarter finns listade i Catalogue of Life.